# Нові ворота (Єрусалим)
Нові ворота — одні з восьми воріт стіни старого міста Єрусалима.
Ворота побудовані у найвищому місті оборонної стіни й знаходяться у північно-західній частині міста. Побудовані у стіні Старого міста Єрусалима у 1889 році, звідси і походить їх назва, що закріпилася за ними оскільки вони побудовані останніми і відносно пізно. При побудові ворота мали назву Ворота Абдул Гаміда, в честь султана Османської імперії Абдул-Гаміда II. Нові ворота збудовані з метою легкого доступу у християнський район міста та до Храму Гробу Господнього. Нові ворота були закритими з часу заснування держави Ізраїль і відкриті лише після Шестиденної війни 1967 року.